# Copa América 2021/Spiele
Dieser Artikel umfasst die Spiele der Copa América 2021 mit allen statistischen Details. Die Kader der 10 beteiligten Nationalmannschaften finden sich unter Copa América 2021/Kader.

## Gruppenphase

### Gruppe A

#### Argentinien – Chile 1:1 (1:0)
| Argentinien                                     | Argentinien | Chile | Chile | Aufstellung                         |
| ----------------------------------------------- | --- | --- | ----- | ----------------------------------- |
| Argentinien                                     | \| 14. Juni 2021 in Rio de Janeiro (Nilton Santos) \| \| Schiedsrichter: Wilmar Roldán ( Kolumbien) \| \| Spielbericht \| | \| 14. Juni 2021 in Rio de Janeiro (Nilton Santos) \| \| Schiedsrichter: Wilmar Roldán ( Kolumbien) \| \| Spielbericht \| | Chile | Aufstellung Argentinien gegen Chile |
| Argentinien                                     | Emiliano Martínez – Gonzalo Montiel 85., Lucas Quarta, Nicolás Otamendi, Nicolás Tagliafico – Rodrigo de Paul, Leandro Paredes 68., Giovani Lo Celso 67. – Lionel Messi , Lautaro Martínez 80., Nicolás González 80. Reserve Franco Armani, Agustín Marchesín, Nahuel Molina 85., Germán Pezzella, Lisandro Martínez, Marcos Acuña, Guido Rodríguez, Exequiel Palacios 68., Ángel Di María 67., Ángel Correa, Sergio Agüero 80., Joaquín Correa 80. Cheftrainer: Lionel Scaloni | Claudio Bravo – Mauricio Isla, Gary Medel 84., Guillermo Maripán, Eugenio Mena – Arturo Vidal 85., Erick Pulgar, Charles Aránguiz – Carlos Palacios 77., Eduardo Vargas 77., Jean Meneses 90+3'. Reserve Gabriel Arias, Gabriel Castellón, Enzo Roco 84., Sebastián Vegas, Pablo Galdames 90+3., Tomás Alarcón 85., Claudio Baeza, César Pinares 77., Marcelino Núñez, Ben Brereton 77., Felipe Mora, Clemente Montes Cheftrainer: Martín Lasarte | Chile | Aufstellung Argentinien gegen Chile |
| Argentinien                                     | 1:0 Messi (33.) | 1:1 Vargas (57.) | Chile | Aufstellung Argentinien gegen Chile |
| Argentinien                                     | Quarta (30.), Martínez (62.) | Isla (25.), Pulgar (32.), Vidal (35.) | Chile | Aufstellung Argentinien gegen Chile |
| Argentinien                                     | Martínez hält in der 54. Minute einen Strafstoß von Arturo Vidal | | Chile | Aufstellung Argentinien gegen Chile |
| Argentinien                                     | Spieler des Spiels: Lionel Messi | | Chile | Aufstellung Argentinien gegen Chile |
| 14. Juni 2021 in Rio de Janeiro (Nilton Santos) | | |       |                                     |
| Schiedsrichter: Wilmar Roldán ( Kolumbien)      | | |       |                                     |
| Spielbericht                                    | | |       |                                     |

#### Paraguay – Bolivien 3:1 (0:1)
| Paraguay                                           | Paraguay | Bolivien | Bolivien | Aufstellung                         |
| -------------------------------------------------- | --- | --- | -------- | ----------------------------------- |
| Paraguay                                           | \| 14. Juni 2021 in Goiânia (Pedro Ludovico Teixeira) \| \| Schiedsrichter: Diego Haro ( Peru) \| \| Spielbericht \| | \| 14. Juni 2021 in Goiânia (Pedro Ludovico Teixeira) \| \| Schiedsrichter: Diego Haro ( Peru) \| \| Spielbericht \| | Bolivien | Aufstellung Paraguay gegen Bolivien |
| Paraguay                                           | Antony Silva – Alberto Espínola, Gustavo Gómez , Júnior Alonso, Santiago Arzamendia 74. – Mathías Villasanti 46., Robert Piris Da Motta 58. – Alejandro Gamarra 87., Miguel Almirón, Ángel Romero, Gabriel Ávalos 80' 87. Reserve Alfredo Aguilar, Gerardo Ortiz, Robert Rojas, Fabián Balbuena, Héctor David Martínez 74., Richard Sánchez 46., Andrés Cubas 87., Óscar Romero, Antonio Bareiro, Carlos González 58., Braian Samudio, Julio César 87. Cheftrainer: Eduardo Berizzo | Rubén Cordano – Diego Bejarano, Jairo Quinteros, Adrián Jusino, José Sagredo, Enrique Flores 46. – Erwin Saavedra 64., Leonel Justiniano 75., Boris Céspedes 46. – Gilbert Álvarez 69., Jaume Cuéllar Reserve Carlos Lampe, Javier Rojas, Roberto Fernández 46., Danny Bejarano 46., Luis René Barboza, Diego Wayar 64., Ramiro Vaca, Erwin Junior Sánchez 75., Moisés Villarroel, Jeyson Chura, Juan Carlos Arce 75. Cheftrainer: César Farías | Bolivien | Aufstellung Paraguay gegen Bolivien |
| Paraguay                                           | 1:1 Gamarra (62.) 2:1 Romero (65.) 3:1 Romero (80.) | 0:1 Saavedra (10., Elfmeter) | Bolivien | Aufstellung Paraguay gegen Bolivien |
| Paraguay                                           | Arzamendia (8.), Espínola (45.+11') | Bejarano (29.), Cuéllar (38.), Flores (40.) | Bolivien | Aufstellung Paraguay gegen Bolivien |
| Paraguay                                           | Cuéllar (45.+9') | | Bolivien | Aufstellung Paraguay gegen Bolivien |
| Paraguay                                           | Spieler des Spiels: Alejandro Gamarra | | Bolivien | Aufstellung Paraguay gegen Bolivien |
| 14. Juni 2021 in Goiânia (Pedro Ludovico Teixeira) | | |          |                                     |
| Schiedsrichter: Diego Haro ( Peru)                 | | |          |                                     |
| Spielbericht                                       | | |          |                                     |

#### Chile – Bolivien 1:0 (1:0)
| Chile                                        | Chile | Bolivien | Bolivien | Aufstellung                      |
| -------------------------------------------- | --- | --- | -------- | -------------------------------- |
| Chile                                        | \| 18. Juni 2021 in Cuiabá (Arena Pantanal) \| \| Schiedsrichter: Jesús Gil Manzano ( Spanien) \| \| Spielbericht \| | \| 18. Juni 2021 in Cuiabá (Arena Pantanal) \| \| Schiedsrichter: Jesús Gil Manzano ( Spanien) \| \| Spielbericht \| | Bolivien | Aufstellung Chile gegen Bolivien |
| Chile                                        | Claudio Bravo – Eugenio Mena, Guillermo Maripán, Gary Medel, Mauricio Isla – Charles Aránguiz, Erick Pulgar, Arturo Vidal 69. – Ben Brereton 84., Eduardo Vargas 10', Jean Meneses 65. Reserve Gabriel Arias, Gabriel Castellón, Sebastián Vegas, Enzo Roco, Tomás Alarcón 69., Pablo Galdames, Marcelino Núñez, Pablo Aránguiz 84., César Pinares 65., Clemente Montes, Luciano Arriagada, Felipe Mora Cheftrainer: Martín Lasarte | Carlos Lampe – Roberto Fernández, Adrián Jusino, Jairo Quinteros, Diego Bejarano – Erwin Saavedra 78., Ramiro Vaca 90., Leonel Justiniano 90., Juan Carlos Arce – Gilbert Álvarez, Jeyson Chura 64. Reserve Javier Rojas, Rubén Cordano, Luis Barboza, Jorge Flores 78., José Sagredo, Diego Wayar, Danny Bejarano 90., Erwin Sánchez, Moisés Villarroel 90., Boris Céspedes, Rodrigo Ramallo 64. Cheftrainer: César Farías | Bolivien | Aufstellung Chile gegen Bolivien |
| Chile                                        | 1:0 Brereton (10.) | | Bolivien | Aufstellung Chile gegen Bolivien |
| Chile                                        | Maripán (81.) | Vaca (53.), Bejarano (87.) | Bolivien | Aufstellung Chile gegen Bolivien |
| Chile                                        | Spieler des Spiels: Eduardo Vargas | | Bolivien | Aufstellung Chile gegen Bolivien |
| 18. Juni 2021 in Cuiabá (Arena Pantanal)     | | |          |                                  |
| Schiedsrichter: Jesús Gil Manzano ( Spanien) | | |          |                                  |
| Spielbericht                                 | | |          |                                  |

#### Argentinien – Uruguay 1:0 (1:0)
| Argentinien                                         | Argentinien | Uruguay | Uruguay | Aufstellung                           |
| --------------------------------------------------- | --- | --- | ------- | ------------------------------------- |
| Argentinien                                         | \| 18. Juni 2021 in Brasília (Mané Garrincha) \| \| Schiedsrichter: Wilton Pereira Sampaio ( Brasilien) \| \| Spielbericht \| | \| 18. Juni 2021 in Brasília (Mané Garrincha) \| \| Schiedsrichter: Wilton Pereira Sampaio ( Brasilien) \| \| Spielbericht \| | Uruguay | Aufstellung Argentinien gegen Uruguay |
| Argentinien                                         | Emiliano Martínez – Marcos Acuña, Nicolás Otamendi, Cristian Romero, Nahuel Molina – Rodrigo de Paul 90+3'., Guido Rodríguez, Giovani Lo Celso 52. – Nicolás González 70., Lautaro Martínez 52., Lionel Messi 13' Reserve Franco Armani, Juan Musso, Lucas Martínez Quarta, Germán Pezzella 90+3'., Nicolás Tagliafico, Gonzalo Montiel, Leandro Paredes, Exequiel Palacios 52., Ángel Di María 70., Joaquín Correa 52., Papu Gómez, Sergio Agüero Cheftrainer: Lionel Scaloni | Fernando Muslera – Matías Viña, José María Giménez, Diego Godín , Giovanni González 70. – Nicolás De La Cruz 65., Rodrigo Bentancur 46., Lucas Torreira 64., Fede Valverde 84. – Luis Suárez, Edinson Cavani Reserve Martín Campaña, Sergio Rochet, Ronald Araújo, Sebastián Coates, Martín Cáceres, Fernando Gorriarán 84., Nahitan Nández 46., Matías Vecino 64., Facundo Torres 70., Giorgian De Arrascaeta, Brian Ocampo 65., Jonathan Rodríguez Cheftrainer: Óscar Tabárez | Uruguay | Aufstellung Argentinien gegen Uruguay |
| Argentinien                                         | 1:0 Rodríguez (13.) | | Uruguay | Aufstellung Argentinien gegen Uruguay |
| Argentinien                                         | Lo Celso (48.), Martínez (75.), Correa (90.+1') | Torreira (62.), Ocampo (90.) | Uruguay | Aufstellung Argentinien gegen Uruguay |
| Argentinien                                         | Spieler des Spiels: Lionel Messi | | Uruguay | Aufstellung Argentinien gegen Uruguay |
| 18. Juni 2021 in Brasília (Mané Garrincha)          | | |         |                                       |
| Schiedsrichter: Wilton Pereira Sampaio ( Brasilien) | | |         |                                       |
| Spielbericht                                        | | |         |                                       |

#### Uruguay – Chile 1:1 (0:1)
| Uruguay                                    | Uruguay | Chile | Chile | Aufstellung                     |
| ------------------------------------------ | --- | --- | ----- | ------------------------------- |
| Uruguay                                    | \| 21. Juni 2021 in Cuiabá (Arena Pantanal) \| \| Schiedsrichter: Raphael Claus ( Brasilien) \| \| Spielbericht \| | \| 21. Juni 2021 in Cuiabá (Arena Pantanal) \| \| Schiedsrichter: Raphael Claus ( Brasilien) \| \| Spielbericht \| | Chile | Aufstellung Uruguay gegen Chile |
| Uruguay                                    | Fernando Muslera – Giovanni González 46., José María Giménez, Diego Godín , Matías Viña 85. – Fede Valverde, Matías Vecino 66' 81., Nicolás De La Cruz 46., Giorgian De Arrascaeta 60. – Luis Suárez, Edinson Cavani Reserve Martín Cáceres 46., Facundo Torres 60., Brian Rodríguez, Sebastián Coates, Camilo Cándido, Brian Ocampo, Sergio Rochet, Rodrigo Bentancur, Martín Campaña, Nahitan Nández 64., Jonathan Rodríguez 85., Lucas Torreira 81. Cheftrainer: Óscar Tabárez | Claudio Bravo – Francisco Sierralta, Guillermo Maripán 38., Gary Medel – Mauricio Isla, Erick Pulgar, Charles Aránguiz, Eugenio Mena – Arturo Vidal 69., Ben Brereton 26' 69., Eduardo Vargas 56. Reserve Claudio Baeza, César Pinares, Jean Meneses 56., Sebastián Vegas, Gabriel Castellón, Felipe Mora, Enzo Roco 38., Gabriel Arias, Marcelino Núñez, Tomás Alarcón 69., Pablo Galdames, Luciano Arriagada 69. Cheftrainer: Martín Lasarte | Chile | Aufstellung Uruguay gegen Chile |
| Uruguay                                    | 1:1 Suárez (66.) | 0:1 Vargas (26.) | Chile | Aufstellung Uruguay gegen Chile |
| Uruguay                                    | Valverde (13.) | Sierralta (19.) | Chile | Aufstellung Uruguay gegen Chile |
| Uruguay                                    | Spieler des Spiels: Charles Aránguiz | | Chile | Aufstellung Uruguay gegen Chile |
| 21. Juni 2021 in Cuiabá (Arena Pantanal)   | | |       |                                 |
| Schiedsrichter: Raphael Claus ( Brasilien) | | |       |                                 |
| Spielbericht                               | | |       |                                 |

#### Argentinien – Paraguay 1:0 (1:0)
| Argentinien                                   | Argentinien | Paraguay | Paraguay | Aufstellung                            |
| --------------------------------------------- | --- | --- | -------- | -------------------------------------- |
| Argentinien                                   | \| 21. Juni 2021 in Brasília (Mané Garrincha) \| \| Schiedsrichter: Jesús Valenzuela ( Venezuela) \| \| Spielbericht \| | \| 21. Juni 2021 in Brasília (Mané Garrincha) \| \| Schiedsrichter: Jesús Valenzuela ( Venezuela) \| \| Spielbericht \| | Paraguay | Aufstellung Argentinien gegen Paraguay |
| Argentinien                                   | Emiliano Martínez – Nahuel Molina, Cristian Romero, Germán Pezzella, Nicolás Tagliafico – Guido Rodríguez, Leandro Paredes 81., Ángel Di María 10' 81., Lionel Messi , Papu Gómez 72. – Sergio Agüero 59. Reserve Joaquín Correa 59., Rodrigo de Paul 72., Ángel Correa 81., Nicolás Domínguez 81., Franco Armani, Agustín Marchesín, Marcos Acuña, Lucas Martínez Quarta, Lisandro Martínez, Gonzalo Montiel, Julián Álvarez, Lautaro Martínez Cheftrainer: Lionel Scaloni | Antony Silva – Alberto Espínola, Gustavo Gómez , Júnior Alonso, Santiago Arzamendia – Andrés Cubas 66., Robert Piris Da Motta 82., Ángel Romero 87., Kaku 66., Miguel Almirón – Gabriel Ávalos 87. Reserve Óscar Romero 66., Ángel Cardozo Lucena 66., Richard Sánchez 82., Braian Samudio 87., Carlos González 87., Alfredo Aguilar, Gerardo Ortiz, Omar Alderete, Fabián Balbuena, Héctor David Martínez, Robert Rojas, Gastón Giménez Cheftrainer: Eduardo Berizzo | Paraguay | Aufstellung Argentinien gegen Paraguay |
| Argentinien                                   | 1:0 Papu Gómez (10.) | | Paraguay | Aufstellung Argentinien gegen Paraguay |
| Argentinien                                   | Paredes (34.) | Gómez (16.), Cardozo Lucena (78.) | Paraguay | Aufstellung Argentinien gegen Paraguay |
| Argentinien                                   | Spieler des Spiels: Ángel Di María | | Paraguay | Aufstellung Argentinien gegen Paraguay |
| 21. Juni 2021 in Brasília (Mané Garrincha)    | | |          |                                        |
| Schiedsrichter: Jesús Valenzuela ( Venezuela) | | |          |                                        |
| Spielbericht                                  | | |          |                                        |

#### Bolivien – Uruguay 0:2 (0:1)
| Bolivien                                    | Bolivien | Uruguay | Uruguay | Aufstellung                        |
| ------------------------------------------- | --- | --- | ------- | ---------------------------------- |
| Bolivien                                    | \| 24. Juni 2021 in Cuiabá (Arena Pantanal) \| \| Schiedsrichter: Alexis Herrera ( Venezuela) \| \| Spielbericht \| | \| 24. Juni 2021 in Cuiabá (Arena Pantanal) \| \| Schiedsrichter: Alexis Herrera ( Venezuela) \| \| Spielbericht \| | Uruguay | Aufstellung Bolivien gegen Uruguay |
| Bolivien                                    | Carlos Lampe – Erwin Saavedra, Jairo Quinteros, Adrián Jusino, Roberto Fernández 74. – Jeyson Chura 46., Leonel Justiniano, Moisés Villarroel 46., Ramiro Vaca, Juan Carlos Arce 68. – Rodrigo Ramallo 61. Reserve Rubén Cordano, Javier Rojas, Luis Haquín, José Sagredo, Jorge Flores 74., Danny Bejarano 46., Diego Wayar, Henry Vaca 46., Boris Céspedes, Erwin Junior Sánchez, Marcelo Moreno 61., Gilbert Álvarez Cheftrainer: César Farías | Fernando Muslera – Nahitan Nández 86., José María Giménez, Diego Godín , Matías Viña – Fede Valverde, Matías Vecino, Nicolás De La Cruz 61., Giorgian De Arrascaeta 73. – Luis Suárez 88., Edinson Cavani Reserve Martín Campaña, Sergio Rochet, Giovanni González 88., Sebastián Coates, Martín Cáceres, Camilo Cándido, Lucas Torreira, Rodrigo Bentancur 61., Brian Ocampo, Maximiliano Gómez 88., Facundo Torres 73. 79' Cheftrainer: Óscar Tabárez | Uruguay | Aufstellung Bolivien gegen Uruguay |
| Bolivien                                    | 0:1 Quinteros (40., Eigentor) 0:2 Cavani (79.) | | Uruguay | Aufstellung Bolivien gegen Uruguay |
| Bolivien                                    | Chura (16.), Vaca (47.), Sánchez (81.) | | Uruguay | Aufstellung Bolivien gegen Uruguay |
| Bolivien                                    | Spieler des Spiels: Nahitan Nández | | Uruguay | Aufstellung Bolivien gegen Uruguay |
| 24. Juni 2021 in Cuiabá (Arena Pantanal)    | | |         |                                    |
| Schiedsrichter: Alexis Herrera ( Venezuela) | | |         |                                    |
| Spielbericht                                | | |         |                                    |

#### Chile – Paraguay 0:2 (0:1)
| Chile                                      | Chile | Paraguay | Paraguay | Aufstellung                      |
| ------------------------------------------ | --- | --- | -------- | -------------------------------- |
| Chile                                      | \| 24. Juni 2021 in Brasília (Mané Garrincha) \| \| Schiedsrichter: Wilmar Roldán ( Kolumbien) \| \| Spielbericht \| | \| 24. Juni 2021 in Brasília (Mané Garrincha) \| \| Schiedsrichter: Wilmar Roldán ( Kolumbien) \| \| Spielbericht \| | Paraguay | Aufstellung Chile gegen Paraguay |
| Chile                                      | Claudio Bravo – Mauricio Isla, Gary Medel 68., Francisco Sierralta, Eugenio Mena – Arturo Vidal, Tomás Alarcón 46., Charles Aránguiz – César Pinares 68., Eduardo Vargas, Ben Brereton Reserve Gabriel Arias, Gabriel Castellón, Enzo Roco 68., Daniel González, Sebastián Vegas, Pablo Galdames 68., Claudio Baeza, Marcelino Núñez, Felipe Mora, Luciano Arriagada, Jean Meneses 46., Clemente Montes Cheftrainer: Martín Lasarte | Antony Silva – Alberto Espínola, Gustavo Gómez , Júnior Alonso, David Martínez – Braian Samudio 62., Mathías Villasanti, Ángel Cardozo 84., Santiago Arzamendia 84. – Miguel Almirón 33' 77., Carlos González 77. Reserve Alfredo Aguilar, Gerardo Ortiz, Robert Rojas, Omar Alderete 84., Fabián Balbuena, Gastón Giménez 84., Richard Sánchez, Óscar Romero 77., Ángel Romero 62., Antonio Bareiro 77., Kaku, Julio Enciso Cheftrainer: Eduardo Berizzo | Paraguay | Aufstellung Chile gegen Paraguay |
| Chile                                      | 0:1 Samudio (33.) 0:2 Almirón (58., Elfmeter) | | Paraguay | Aufstellung Chile gegen Paraguay |
| Chile                                      | Brereton (45.+1'), Medel (56.), Bravo (58.) | Martínez (78.) | Paraguay | Aufstellung Chile gegen Paraguay |
| Chile                                      | Spieler des Spiels: Miguel Almirón | | Paraguay | Aufstellung Chile gegen Paraguay |
| 24. Juni 2021 in Brasília (Mané Garrincha) | | |          |                                  |
| Schiedsrichter: Wilmar Roldán ( Kolumbien) | | |          |                                  |
| Spielbericht                               | | |          |                                  |

#### Bolivien – Argentinien 1:4 (0:3)
| Bolivien                                  | Bolivien | Argentinien | Argentinien | Aufstellung                            |
| ----------------------------------------- | --- | --- | ----------- | -------------------------------------- |
| Bolivien                                  | \| 28. Juni 2021 in Cuiabá (Arena Pantanal) \| \| Schiedsrichter: Andrés Rojas ( Kolumbien) \| \| Spielbericht \| | \| 28. Juni 2021 in Cuiabá (Arena Pantanal) \| \| Schiedsrichter: Andrés Rojas ( Kolumbien) \| \| Spielbericht \| | Argentinien | Aufstellung Bolivien gegen Argentinien |
| Bolivien                                  | Carlos Lampe – Erwin Saavedra 85., Luis Haquín, Adrián Jusino, Roberto Fernández 81. – Jeyson Chura 61., Ramiro Vaca, Leonel Justiniano, Boris Céspedes 61., Danny Bejarano – Gilbert Álvarez 61. Reserve Rubén Cordano, Javier Rojas, Jairo Quinteros, José Sagredo 61., Jorge Flores, Diego Wayar 81., Henry Vaca 61., Junior Sánchez, Moisés Villarroel 85., Juan Carlos Arce, Marcelo Moreno, Rodrigo Ramallo 61. Cheftrainer: César Farías | Franco Armani – Gonzalo Montiel, Lisandro Martínez, Germán Pezzella, Marcos Acuña – Guido Rodríguez 71., Exequiel Palacios 71. – Ángel Correa 64., Lionel Messi 6', Papu Gómez 56. – Sergio Agüero 42' 63. Reserve Agustín Marchesín, Juan Musso, Lucas Quarta, Nicolás Otamendi, Nicolás Tagliafico, Leandro Paredes 71., Giovani Lo Celso 64., Rodrigo de Paul, Nicolás Domínguez 71., Julián Álvarez 56., Lautaro Martínez 63., Nicolás González Cheftrainer: Lionel Scaloni | Argentinien | Aufstellung Bolivien gegen Argentinien |
| Bolivien                                  | 1:3 Saavedra (60.) | 0:1 Gómez (6.) 0:2 Messi (33., Elfmeter) 0:3 Messi (42.) 1:4 La. Martínez (65.) | Argentinien | Aufstellung Bolivien gegen Argentinien |
| Bolivien                                  | Ramallo (86.), Wayar (90.+2') | Acuña (90.) | Argentinien | Aufstellung Bolivien gegen Argentinien |
| Bolivien                                  | Spieler des Spiels: Lionel Messi | | Argentinien | Aufstellung Bolivien gegen Argentinien |
| 28. Juni 2021 in Cuiabá (Arena Pantanal)  | | |             |                                        |
| Schiedsrichter: Andrés Rojas ( Kolumbien) | | |             |                                        |
| Spielbericht                              | | |             |                                        |

#### Uruguay – Paraguay 1:0 (1:0)
| Uruguay                                         | Uruguay | Paraguay | Paraguay | Aufstellung                        |
| ----------------------------------------------- | --- | --- | -------- | ---------------------------------- |
| Uruguay                                         | \| 28. Juni 2021 in Rio de Janeiro (Nilton Santos) \| \| Schiedsrichter: Raphael Claus ( Brasilien) \| \| Spielbericht \| | \| 28. Juni 2021 in Rio de Janeiro (Nilton Santos) \| \| Schiedsrichter: Raphael Claus ( Brasilien) \| \| Spielbericht \| | Paraguay | Aufstellung Uruguay gegen Paraguay |
| Uruguay                                         | Fernando Muslera – Nahitan Nández, José María Giménez, Diego Godín 46., Matías Viña – Fede Valverde 76., Matías Vecino 57., Rodrigo Bentancur – Giorgian De Arrascaeta 67., Nicolás De La Cruz, Edinson Cavani 68. Reserve Martín Campaña, Sergio Rochet, Giovanni González, Sebastián Coates 46., Martín Cáceres 57., Camilo Cándido, Lucas Torreira 76., Fernando Gorriarán, Brian Ocampo, Luis Suárez 68., Jonathan Rodríguez, Facundo Torres 67. Cheftrainer: Óscar Tabárez | Antony Silva – Alberto Espínola 57., Robert Rojas, Júnior Alonso, Omar Alderete – Braian Samudio 73., Mathías Villasanti, Gastón Giménez 74., Ángel Romero – Miguel Almirón 33., Gabriel Ávalos 57. Reserve Alfredo Aguilar, Gerardo Ortiz, Gustavo Gómez, David Martínez 57., Richard Sánchez 74., Andrés Cubas 73., Jorge Morel, Óscar Romero 33., Braian Ojeda, Carlos González 57., Kaku, Julio Enciso Cheftrainer: Eduardo Berizzo | Paraguay | Aufstellung Uruguay gegen Paraguay |
| Uruguay                                         | 1:0 Cavani (21., Elfmeter) | | Paraguay | Aufstellung Uruguay gegen Paraguay |
| Uruguay                                         | Alderete (43.), Alonso (81.) | | Paraguay | Aufstellung Uruguay gegen Paraguay |
| Uruguay                                         | Spieler des Spiels: Rodrigo Bentancur | | Paraguay | Aufstellung Uruguay gegen Paraguay |
| 28. Juni 2021 in Rio de Janeiro (Nilton Santos) | | |          |                                    |
| Schiedsrichter: Raphael Claus ( Brasilien)      | | |          |                                    |
| Spielbericht                                    | | |          |                                    |

### Gruppe B

#### Brasilien – Venezuela 3:0 (1:0)
| Brasilien                                   | Brasilien | Venezuela | Venezuela | Aufstellung                           |
| ------------------------------------------- | --- | --- | --------- | ------------------------------------- |
| Brasilien                                   | \| 13. Juni 2021 in Brasília (Mané Garrincha) \| \| Schiedsrichter: Esteban Ostojich ( Uruguay) \| \| Spielbericht \| | \| 13. Juni 2021 in Brasília (Mané Garrincha) \| \| Schiedsrichter: Esteban Ostojich ( Uruguay) \| \| Spielbericht \| | Venezuela | Aufstellung Brasilien gegen Venezuela |
| Brasilien                                   | Alisson – Danilo, Éder Militão, Marquinhos, Renan Lodi 46. – Lucas Paquetá 46., Casemiro , Fred 86. – Gabriel Jesus 86., Richarlison 65., Neymar 89' Reserve Wéverton, Ederson, Emerson Royal, Thiago Silva, Felipe, Alex Sandro 46., Fabinho 86., Éverton Ribeiro 46., Roberto Firmino, Gabriel Barbosa 65., Vinícius Júnior 86., Everton Cheftrainer: Tite | Joel Graterol – Alexander González 90+2'., Adrián Martínez, Francisco La Mantía, Luis Mago, Yohan Cumana – José Martínez, Bernaldo Manzano 77., Júnior Moreno, Cristian Cásseres Jr. 84. – Fernando Aristeguieta 77. Reserve Wuilker Fariñez, Luis Romero, Ronald Hernández 90+2'., Edson Castillo 84., Jhon Murillo, Sergio Córdova 77., Richard Celis 77. Cheftrainer: José Peseiro | Venezuela | Aufstellung Brasilien gegen Venezuela |
| Brasilien                                   | 1:0 Marquinhos (23.) 2:0 Neymar (63., Elfmeter) 3:0 Barbosa (89.) | | Venezuela | Aufstellung Brasilien gegen Venezuela |
| Brasilien                                   | Lodi (38.), Barbosa (66.) | Manzano (69.), Mago (80.) | Venezuela | Aufstellung Brasilien gegen Venezuela |
| Brasilien                                   | Das Team musste diverse Spieler und Betreuer aufgrund des COVID-19-Virus in Quarantäne schicken und hatte daher nur eine begrenzte Auswahl an Spielern zur Verfügung. | | Venezuela | Aufstellung Brasilien gegen Venezuela |
| 13. Juni 2021 in Brasília (Mané Garrincha)  | | |           |                                       |
| Schiedsrichter: Esteban Ostojich ( Uruguay) | | |           |                                       |
| Spielbericht                                | | |           |                                       |

#### Kolumbien – Ecuador 1:0 (1:0)
| Kolumbien                                    | Kolumbien | Ecuador | Ecuador | Aufstellung                         |
| -------------------------------------------- | --- | --- | ------- | ----------------------------------- |
| Kolumbien                                    | \| 13. Juni 2021 in Cuiabá (Arena Pantanal) \| \| Schiedsrichter: Néstor Pitana ( Argentinien) \| \| Spielbericht \| | \| 13. Juni 2021 in Cuiabá (Arena Pantanal) \| \| Schiedsrichter: Néstor Pitana ( Argentinien) \| \| Spielbericht \| | Ecuador | Aufstellung Kolumbien gegen Ecuador |
| Kolumbien                                    | David Ospina – Daniel Muñoz, Yerry Mina, Óscar Murillo 82., Yairo Moreno 45+5. – Juan Cuadrado, Wilmar Barrios, Mateus Uribe 61., Edwin Cardona 82. – Rafael Borré, Miguel Borja 42' 61. Reserve Camilo Vargas, Aldair Quintana, Stefan Medina, Davinson Sánchez 82., William Tesillo 45+5., Gustavo Cuéllar 82., Sebastián Pérez Cardona 61., Baldomero Perlaza, Duván Zapata 61., Luis Muriel, Alfredo Morelos, Luis Díaz Cheftrainer: Reinaldo Rueda | Pedro Ortíz – Ángelo Preciado, Robert Arboleda, Piero Hincapié, Pervis Estupiñán – Gonzalo Plata 69., Sebas Méndez, Moisés Caicedo 80., Fidel Martínez 59. – Enner Valencia , Michael Estrada 69. Reserve Hernán Galíndez, Alexander Domínguez, Mario Pineida, Félix Torres, Xavier Arreaga, Christian Noboa, Damián Díaz 80., Ángel Mena 59., Alan Franco, Ayrton Preciado 69., Leonardo Campana, Jordy Caicedo 69. Cheftrainer: Gustavo Alfaro | Ecuador | Aufstellung Kolumbien gegen Ecuador |
| Kolumbien                                    | 1:0 Cardona (42.) | | Ecuador | Aufstellung Kolumbien gegen Ecuador |
| Kolumbien                                    | Uribe (25.), Muñoz (79.), Borré (90.) | Valencia (87.) | Ecuador | Aufstellung Kolumbien gegen Ecuador |
| 13. Juni 2021 in Cuiabá (Arena Pantanal)     | | |         |                                     |
| Schiedsrichter: Néstor Pitana ( Argentinien) | | |         |                                     |
| Spielbericht                                 | | |         |                                     |

#### Kolumbien – Venezuela 0:0
| Kolumbien                                          | Kolumbien | Venezuela | Venezuela | Aufstellung                           |
| -------------------------------------------------- | --- | --- | --------- | ------------------------------------- |
| Kolumbien                                          | \| 17. Juni 2021 in Goiânia (Pedro Ludovico Teixeira) \| \| Schiedsrichter: Eber Aquino ( Paraguay) \| \| Spielbericht \| | \| 17. Juni 2021 in Goiânia (Pedro Ludovico Teixeira) \| \| Schiedsrichter: Eber Aquino ( Paraguay) \| \| Spielbericht \| | Venezuela | Aufstellung Kolumbien gegen Venezuela |
| Kolumbien                                          | David Ospina – Daniel Muñoz, Yerry Mina, Davinson Sánchez, William Tesillo – Juan Cuadrado, Wilmar Barrios, Mateus Uribe, Edwin Cardona 62. – Luis Muriel 62., Duván Zapata 73. Reserve Camilo Vargas, Miguel Borja 73., Rafael Borré, Jaminton Campaz 62., Yimmi Chará, Gustavo Cuéllar, Carlos Cuesta, John Medina, Óscar Murillo, Sebastián Pérez Cardona, Aldair Quintana, Luis Díaz 62. Cheftrainer: Reinaldo Rueda | Wuilker Faríñez – Alexander González 89., Francisco La Mantía, Adrián Martínez, Luis Mago, Yohan Cumana – José Martínez, Júnior Moreno, Bernaldo Manzano 59., Cristian Cásseres Jr. 89. – Fernando Aristeguieta 83. Reserve Joel Graterol, Edson Castillo 89., Richard Celis, Sergio Córdova 83., Ronald Hernández 89., Yangel Herrera 59., Jan Carlos Hurtado, Luis Romero, José Manuel Velázquez Cheftrainer: José Peseiro | Venezuela | Aufstellung Kolumbien gegen Venezuela |
| Kolumbien                                          | Cuadrado (77.), Uribe (82.) | Aristeguieta (51.), La Mantía (55.), Herrera (77.), J. Martínez (81.), Cumana (86.) | Venezuela | Aufstellung Kolumbien gegen Venezuela |
| Kolumbien                                          | Díaz (90.+4') | | Venezuela | Aufstellung Kolumbien gegen Venezuela |
| Kolumbien                                          | Spieler des Spiels: Wuilker Faríñez | | Venezuela | Aufstellung Kolumbien gegen Venezuela |
| 17. Juni 2021 in Goiânia (Pedro Ludovico Teixeira) | | |           |                                       |
| Schiedsrichter: Eber Aquino ( Paraguay)            | | |           |                                       |
| Spielbericht                                       | | |           |                                       |

#### Brasilien – Peru 4:0 (1:0)
| Brasilien                                       | Brasilien | Peru | Peru | Aufstellung                      |
| ----------------------------------------------- | --- | --- | ---- | -------------------------------- |
| Brasilien                                       | \| 17. Juni 2021 in Rio de Janeiro (Nilton Santos) \| \| Schiedsrichter: Patricio Loustau ( Argentinien) \| \| Spielbericht \| | \| 17. Juni 2021 in Rio de Janeiro (Nilton Santos) \| \| Schiedsrichter: Patricio Loustau ( Argentinien) \| \| Spielbericht \| | Peru | Aufstellung Brasilien gegen Peru |
| Brasilien                                       | Ederson – Danilo 84., Éder Militão, Thiago Silva , Alex Sandro 77. – Gabriel Jesus 12' 72., Fred 68', Fabinho, Everton 46. – Gabriel Barbosa 46., Neymar Reserve Alisson, Wéverton, Emerson Royal 84., Marquinhos, Renan Lodi 77., Casemiro, Douglas Luiz, Éverton Ribeiro 46., Lucas Paquetá, Roberto Firmino 72., Vinícius Júnior, Richarlison 46. Cheftrainer: Tite | Pedro Gallese – Aldo Corzo, Christian Ramos, Luis Abram, Marcos López – Renato Tapia, Yoshimar Yotún 74., André Carrillo, Sergio Peña 67., Christian Cueva 74. – Gianluca Lapadula 67. Reserve Carlos Cáceda, José Carvallo, Anderson Santamaría, Miguel Araujo, Alexander Callens, Renzo Garcés, Carlos Saavedra, Alexis Arias 74., Gerald Martin Tavara 74., Raziel García, Luis Iberico 67., Alex Valera 67. Cheftrainer: Ricardo Gareca | Peru | Aufstellung Brasilien gegen Peru |
| Brasilien                                       | 1:0 Sandro (12.) 2:0 Neymar (68.) 3:0 Ribeiro (89.) 4:0 Richarlison (90.+3') | | Peru | Aufstellung Brasilien gegen Peru |
| Brasilien                                       | Jesus (59.) | Ramos (23.), Yotún (44.), Tavara (82.) | Peru | Aufstellung Brasilien gegen Peru |
| Brasilien                                       | Spieler des Spiels: Neymar | | Peru | Aufstellung Brasilien gegen Peru |
| 17. Juni 2021 in Rio de Janeiro (Nilton Santos) | | |      |                                  |
| Schiedsrichter: Patricio Loustau ( Argentinien) | | |      |                                  |
| Spielbericht                                    | | |      |                                  |

#### Venezuela – Ecuador 2:2 (0:1)
| Venezuela                                       | Venezuela | Ecuador | Ecuador | Aufstellung                         |
| ----------------------------------------------- | --- | --- | ------- | ----------------------------------- |
| Venezuela                                       | \| 20. Juni 2021 in Rio de Janeiro (Nilton Santos) \| \| Schiedsrichter: Roberto Tobar ( Chile) \| \| Spielbericht \| | \| 20. Juni 2021 in Rio de Janeiro (Nilton Santos) \| \| Schiedsrichter: Roberto Tobar ( Chile) \| \| Spielbericht \| | Ecuador | Aufstellung Venezuela gegen Ecuador |
| Venezuela                                       | Wuilker Faríñez – Alexander González, Adrián Martínez, José Manuel Velázquez, Luis Mago, Yohan Cumana 77. – José Andrés Martínez 77., Junior Moreno 82., Edson Castillo, Cristian Cásseres Jr. 82. – Fernando Aristeguieta 51. Reserve Richard Celis 82., Sergio Córdova 51., Joel Graterol, Ronald Hernández 77., Jan Carlos Hurtado 77., Francisco La Mantía, Bernaldo Manzano 82., Luis Romero Cheftrainer: José Peseiro | Pedro Ortíz – Pervis Estupiñán, Piero Hincapié, Robert Arboleda, Ángelo Preciado – Ayrton Preciado 88., Moisés Caicedo, Jhegson Méndez 67., Ángel Mena 68. – Enner Valencia 83., Leonardo Campana Reserve Jordy Caicedo, Damián Díaz, Alexander Domínguez, Michael Estrada, Alan Franco 83., Hernán Galíndez, Luis Fernando León, Fidel Martínez 88., Christian Noboa 67., Mario Pineida, Gonzalo Plata 68., Félix Eduardo Torres Caicedo Cheftrainer: Gustavo Alfaro | Ecuador | Aufstellung Venezuela gegen Ecuador |
| Venezuela                                       | 1:1 Castillo (51.) 2:2 R. Hernández (90.+1') | 0:1 Preciado (39.) 1:2 Plata (71.) | Ecuador | Aufstellung Venezuela gegen Ecuador |
| Venezuela                                       | Valencia (21.), Preciado (45.+3'), Caicedo (81.) | | Ecuador | Aufstellung Venezuela gegen Ecuador |
| Venezuela                                       | Spieler des Spiels: Gonzalo Plata | | Ecuador | Aufstellung Venezuela gegen Ecuador |
| 20. Juni 2021 in Rio de Janeiro (Nilton Santos) | | |         |                                     |
| Schiedsrichter: Roberto Tobar ( Chile)          | | |         |                                     |
| Spielbericht                                    | | |         |                                     |

#### Kolumbien – Peru 1:2 (0:1)
| Kolumbien                                          | Kolumbien | Peru | Peru | Aufstellung                      |
| -------------------------------------------------- | --- | --- | ---- | -------------------------------- |
| Kolumbien                                          | \| 20. Juni 2021 in Goiânia (Pedro Ludovico Teixeira) \| \| Schiedsrichter: Esteban Ostojich ( Uruguay) \| \| Spielbericht \| | \| 20. Juni 2021 in Goiânia (Pedro Ludovico Teixeira) \| \| Schiedsrichter: Esteban Ostojich ( Uruguay) \| \| Spielbericht \| | Peru | Aufstellung Kolumbien gegen Peru |
| Kolumbien                                          | David Ospina – Stefan Medina 81., Yerry Mina, Davinson Sánchez, William Tesillo – Wilmar Barrios, Sebastián Pérez Cardona, 60., Juan Cuadrado – Edwin Cardona 70., Miguel Borja, Duván Zapata 61. Reserve Camilo Vargas, Aldair Quintana, Daniel Muñoz, Óscar Murillo, Carlos Cuesta, Frank Fabra, Gustavo Cuéllar 60., Baldomero Perlaza, Yimmi Chará, Luis Muriel 61., Rafael Borré, Alfredo Morelos 81. Cheftrainer: Reinaldo Rueda | Pedro Gallese – Aldo Corzo, Christian Ramos, Alexander Callens, Marcos López – Renato Tapia, Yoshimar Yotún , André Carrillo, Sergio Peña 83. – Christian Cueva 49' 90+2'., Gianluca Lapadula 54' 83. Reserve Carlos Cáceda, José Carvallo, Luis Abram, Anderson Santamaría, Miguel Araujo, Miguel Trauco, Wilder Cartagena 83., Raziel García 90+2., Luis Iberico, Santiago Ormeño 83., Alex Valera Cheftrainer: Ricardo Gareca | Peru | Aufstellung Kolumbien gegen Peru |
| Kolumbien                                          | 1:1 Borja (53., Elfmeter) | 0:1 Peña (17.) 1:2 Mina (64., Eigentor) | Peru | Aufstellung Kolumbien gegen Peru |
| Kolumbien                                          | Borja (29.) | Carrillo (43.), Gallese (51.) | Peru | Aufstellung Kolumbien gegen Peru |
| Kolumbien                                          | Spieler des Spiels: Renato Tapia | | Peru | Aufstellung Kolumbien gegen Peru |
| 20. Juni 2021 in Goiânia (Pedro Ludovico Teixeira) | | |      |                                  |
| Schiedsrichter: Esteban Ostojich ( Uruguay)        | | |      |                                  |
| Spielbericht                                       | | |      |                                  |

#### Ecuador – Peru 2:2 (2:0)
| Ecuador                                            | Ecuador | Peru | Peru | Aufstellung                    |
| -------------------------------------------------- | --- | --- | ---- | ------------------------------ |
| Ecuador                                            | \| 23. Juni 2021 in Goiânia (Pedro Ludovico Teixeira) \| \| Schiedsrichter: Jesús Gil Manzano ( Spanien) \| \| Spielbericht \| | \| 23. Juni 2021 in Goiânia (Pedro Ludovico Teixeira) \| \| Schiedsrichter: Jesús Gil Manzano ( Spanien) \| \| Spielbericht \| | Peru | Aufstellung Ecuador gegen Peru |
| Ecuador                                            | Hernán Galíndez – Ángelo Preciado, Robert Arboleda , Piero Hincapié, Pervis Estupiñán – Alan Franco 82., Jhegson Méndez 81., Moisés Caicedo, Ayrton Preciado 90+2. – Damián Díaz 45+3' 64., Leonardo Campana 64. Reserve Pedro Ortíz, Alexander Domínguez, Mario Pineida, Félix Torres Caicedo, Xavier Arreaga, Diego Palacios, Dixon Arroyo, Christian Noboa 81., Ángel Mena 64., Michael Estrada 64., Jordy Caicedo 82., Fidel Martínez 90+2'. Cheftrainer: Gustavo Alfaro | Pedro Gallese – Aldo Corzo, Christian Ramos 88., Alexander Callens, Miguel Trauco – Renato Tapia, Sergio Peña 78., Yoshimar Yotún 90+3. – André Carrillo, Gianluca Lapadula 78., Christian Cueva 86. Reserve Carlos Cáceda, José Carvallo, Luis Abram, Anderson Santamaría, Miguel Araujo 86., Marcos López, Carlos Saavedra, Wilder Cartagena 78., Raziel García, Luis Iberico 90+3'., Santiago Ormeño 78., Alex Valera Cheftrainer: Ricardo Gareca | Peru | Aufstellung Ecuador gegen Peru |
| Ecuador                                            | 1:0 Tapia (23., Eigentor) 2:0 Ayrton Preciado (45.+3') | 2:1 Lapadula (49.) 2:2 Carrillo (54.) | Peru | Aufstellung Ecuador gegen Peru |
| Ecuador                                            | Hincapié (57.) | Ramos (88.) | Peru | Aufstellung Ecuador gegen Peru |
| Ecuador                                            | Spieler des Spiels: Gianluca Lapadula | | Peru | Aufstellung Ecuador gegen Peru |
| 23. Juni 2021 in Goiânia (Pedro Ludovico Teixeira) | | |      |                                |
| Schiedsrichter: Jesús Gil Manzano ( Spanien)       | | |      |                                |
| Spielbericht                                       | | |      |                                |

#### Brasilien – Kolumbien 2:1 (0:1)
| Brasilien                                       | Brasilien | Kolumbien | Kolumbien | Aufstellung                           |
| ----------------------------------------------- | --- | --- | --------- | ------------------------------------- |
| Brasilien                                       | \| 23. Juni 2021 in Rio de Janeiro (Nilton Santos) \| \| Schiedsrichter: Néstor Pitana ( Argentinien) \| \| Spielbericht \| | \| 23. Juni 2021 in Rio de Janeiro (Nilton Santos) \| \| Schiedsrichter: Néstor Pitana ( Argentinien) \| \| Spielbericht \| | Kolumbien | Aufstellung Brasilien gegen Kolumbien |
| Brasilien                                       | Wéverton – Danilo, Marquinhos , Thiago Silva, Alex Sandro 62. – Éverton Ribeiro 46., Casemiro, Fred 68. – Gabriel Jesus 77., Richarlison 77., Neymar 90+10' Reserve Alisson, Ederson, Emerson Royal, Éder Militão, Renan Lodi 62. 78', Fabinho, Douglas Luiz, Lucas Paquetá 68., Roberto Firmino 46., Gabriel Barbosa 77., Vinícius Júnior, Everton 77. Cheftrainer: Tite | David Ospina – Daniel Muñoz, Yerry Mina, Davinson Sánchez, William Tesillo – Juan Cuadrado 10', Wilmar Barrios, Mateus Uribe, Luis Díaz 90+1'. – Rafael Borré 64., Duván Zapata 64. Reserve Camilo Vargas, Aldair Quintana, Stefan Medina, Óscar Murillo 90+1'., Carlos Cuesta, Frank Fabra, Gustavo Cuéllar 64., Edwin Cardona, Baldomero Perlaza, Yimmi Chará, Luis Muriel, Miguel Borja 64. Cheftrainer: Reinaldo Rueda | Kolumbien | Aufstellung Brasilien gegen Kolumbien |
| Brasilien                                       | 1:1 Firmino (78.) 2:1 Casemiro (90.+10') | 0:1 Díaz (10.) | Kolumbien | Aufstellung Brasilien gegen Kolumbien |
| Brasilien                                       | Sandro (14.), Ribeiro (27.), Neymar (87.) | Cuadrado (70.) Ospina (81.), Barrios (90.+9'), Cuéllar (90.+12') | Kolumbien | Aufstellung Brasilien gegen Kolumbien |
| Brasilien                                       | Spieler des Spiels: Luis Díaz | | Kolumbien | Aufstellung Brasilien gegen Kolumbien |
| 23. Juni 2021 in Rio de Janeiro (Nilton Santos) | | |           |                                       |
| Schiedsrichter: Néstor Pitana ( Argentinien)    | | |           |                                       |
| Spielbericht                                    | | |           |                                       |

#### Brasilien – Ecuador 1:1 (1:0)
| Brasilien                                       | Brasilien | Ecuador | Ecuador | Aufstellung                         |
| ----------------------------------------------- | --- | --- | ------- | ----------------------------------- |
| Brasilien                                       | \| 27. Juni 2021 in Rio de Janeiro (Nilton Santos) \| \| Schiedsrichter: Roberto Tobar ( Chile) \| \| Spielbericht \| | \| 27. Juni 2021 in Rio de Janeiro (Nilton Santos) \| \| Schiedsrichter: Roberto Tobar ( Chile) \| \| Spielbericht \| | Ecuador | Aufstellung Brasilien gegen Ecuador |
| Brasilien                                       | Alisson – Emerson Royal, Éder Militão, Marquinhos , Renan Lodi 49. – Lucas Paquetá 78., Fabinho, Roberto Firmino 63., Douglas Luiz 63., Everton 37' 78. – Gabriel Barbosa Reserve Wéverton, Ederson, Danilo 49., Thiago Silva, Casemiro 63., Fred, Éverton Ribeiro 78., Gabriel Jesus, Neymar, Vinícius Júnior 63., Richarlison 78. Cheftrainer: Tite | Hernán Galíndez – Ángelo Preciado, Robert Arboleda, Piero Hincapié, Pervis Estupiñán – Alan Franco, Jhegson Méndez, Moisés Caicedo 17., Diego Palacios 72. – Enner Valencia 53' 83., Ayrton Preciado 88. Reserve Pedro Ortíz, Alexander Domínguez, Mario Pineida 84., Félix Torres Caicedo, Xavier Arreaga, Christian Noboa, Ángel Mena 17., Gonzalo Plata 72., Leonardo Campana 83., Michael Estrada, Jordy Caicedo, Fidel Martínez Cheftrainer: Gustavo Alfaro | Ecuador | Aufstellung Brasilien gegen Ecuador |
| Brasilien                                       | 1:0 Militão (37.) | 1:1 Mena (53.) | Ecuador | Aufstellung Brasilien gegen Ecuador |
| Brasilien                                       | Estupiñán (83.) | | Ecuador | Aufstellung Brasilien gegen Ecuador |
| Brasilien                                       | Spieler des Spiels: Enner Valencia | | Ecuador | Aufstellung Brasilien gegen Ecuador |
| 27. Juni 2021 in Rio de Janeiro (Nilton Santos) | | |         |                                     |
| Schiedsrichter: Roberto Tobar ( Chile)          | | |         |                                     |
| Spielbericht                                    | | |         |                                     |

#### Venezuela – Peru 0:1 (0:0)
| Venezuela                                       | Venezuela | Peru | Peru | Aufstellung                      |
| ----------------------------------------------- | --- | --- | ---- | -------------------------------- |
| Venezuela                                       | \| 27. Juni 2021 in Brasília (Mané Garrincha) \| \| Schiedsrichter: Patricio Loustau ( Argentinien) \| \| Spielbericht \| | \| 27. Juni 2021 in Brasília (Mané Garrincha) \| \| Schiedsrichter: Patricio Loustau ( Argentinien) \| \| Spielbericht \| | Peru | Aufstellung Venezuela gegen Peru |
| Venezuela                                       | Wuilker Faríñez – Roberto Rosales 69., Nahuel Ferraresi, Mikel Villanueva, Luis Mago, Ronald Hernández – Jefferson Savarino 59., Junior Moreno, Edson Castillo 69. – Cristian Cásseres Jr. 59., Sergio Córdova 78. Reserve Joel Graterol, Luis Romero, Alexander González 69., José Velázquez, Adrián Martínez, Yohán Cumana, Rómulo Otero 59., José Martínez 59., Bernaldo Manzano, Jan Hurtado 78., Jhonder Cádiz, Yeferson Soteldo 69. Cheftrainer: José Peseiro | Pedro Gallese – Aldo Corzo, Miguel Araujo, Alexander Callens 27., Marcos López – Renato Tapia 73., Yoshimar Yotún , André Carrillo 73., Sergio Peña, Christian Cueva 83. – Gianluca Lapadula Reserve Carlos Cáceda, José Carvallo, Luis Abram 27., Anderson Santamaría, Renzo Garcés, Carlos Saavedra, Wilder Cartagena 73., Martin Távara, Raziel García 73., Luis Iberico, Santiago Ormeño 83., Alex Valera 83. Cheftrainer: Ricardo Gareca | Peru | Aufstellung Venezuela gegen Peru |
| Venezuela                                       | 0:1 Carrillo (48.) | | Peru | Aufstellung Venezuela gegen Peru |
| Venezuela                                       | Hernández (21.) | | Peru | Aufstellung Venezuela gegen Peru |
| Venezuela                                       | Spieler des Spiels: André Carrillo | | Peru | Aufstellung Venezuela gegen Peru |
| 27. Juni 2021 in Brasília (Mané Garrincha)      | | |      |                                  |
| Schiedsrichter: Patricio Loustau ( Argentinien) | | |      |                                  |
| Spielbericht                                    | | |      |                                  |

## Finalrunde

### Viertelfinale

#### Uruguay – Kolumbien 0:0, 2:4 i. E.
| Uruguay                                      | Uruguay | Kolumbien | Kolumbien | Aufstellung                         |
| -------------------------------------------- | --- | --- | --------- | ----------------------------------- |
| Uruguay                                      | \| 3. Juli 2021 in Brasília (Mané Garrincha) \| \| Schiedsrichter: Jesús Gil Manzano ( Spanien) \| \| Spielbericht \| | \| 3. Juli 2021 in Brasília (Mané Garrincha) \| \| Schiedsrichter: Jesús Gil Manzano ( Spanien) \| \| Spielbericht \| | Kolumbien | Aufstellung Uruguay gegen Kolumbien |
| Uruguay                                      | Fernando Muslera – Nahitan Nández, José María Giménez, Diego Godín , Matías Viña – Federico Valverde 80., Matías Vecino, Rodrigo Bentancur – Edinson Cavani, Giorgian De Arrascaeta 68., Luis Suárez Reserve Martín Campaña, Sergio Rochet, Giovanni González, Ronald Araújo, Sebastián Coates, Martín Cáceres 80., Lucas Torreira, Fernando Gorriarán, Brian Ocampo, Maximiliano Gómez, Jonathan Rodríguez, Facundo Torres 68. Cheftrainer: Óscar Tabárez | David Ospina – Daniel Muñoz, Yerry Mina, Davinson Sánchez, William Tesillo – Rafael Borré 87., Wilmar Barrios, Gustavo Cuéllar, Luis Díaz – Luis Muriel 67., Duván Zapata Reserve Camilo Vargas, Aldair Quintana, Stefan Medina, Óscar Murillo, Carlos Cuesta, Frank Fabra, Sebastián Pérez, Edwin Cardona, Baldomero Perlaza, Yimmi Chará 67., Miguel Borja 87., Jaminton Campaz Cheftrainer: Reinaldo Rueda | Kolumbien | Aufstellung Uruguay gegen Kolumbien |
| Uruguay                                      | Elfmeterschießen | | Kolumbien | Aufstellung Uruguay gegen Kolumbien |
| Uruguay                                      | 1:0 Cavani Giménez 2:2 Suárez Viña | 1:1 Zapata 1:2 Sánchez 2:3 Mina 2:4 Borja | Kolumbien | Aufstellung Uruguay gegen Kolumbien |
| Uruguay                                      | Godín (35.) | | Kolumbien | Aufstellung Uruguay gegen Kolumbien |
| Uruguay                                      | Spieler des Spiels: David Ospina | | Kolumbien | Aufstellung Uruguay gegen Kolumbien |
| 3. Juli 2021 in Brasília (Mané Garrincha)    | | |           |                                     |
| Schiedsrichter: Jesús Gil Manzano ( Spanien) | | |           |                                     |
| Spielbericht                                 | | |           |                                     |

#### Argentinien – Ecuador 3:0 (1:0)
| Argentinien                                         | Argentinien | Ecuador | Ecuador | Aufstellung                           |
| --------------------------------------------------- | --- | --- | ------- | ------------------------------------- |
| Argentinien                                         | \| 3. Juli 2021 in Goiânia (Pedro Ludovico Teixeira) \| \| Schiedsrichter: Wilton Pereira Sampaio ( Brasilien) \| \| Spielbericht \| | \| 3. Juli 2021 in Goiânia (Pedro Ludovico Teixeira) \| \| Schiedsrichter: Wilton Pereira Sampaio ( Brasilien) \| \| Spielbericht \| | Ecuador | Aufstellung Argentinien gegen Ecuador |
| Argentinien                                         | Emiliano Martínez – Nahuel Molina, Germán Pezzella, Nicolás Otamendi, Marcos Acuña – Rodrigo de Paul, Leandro Paredes 71., Giovani Lo Celso 71. – Lionel Messi 40' 84', Lautaro Martínez 90+4'., Nicolás González 83. Reserve Franco Armani, Agustín Marchesín, Gonzalo Montiel, Lisandro Martínez, Nicolás Tagliafico 83., Guido Rodríguez 71., Exequiel Palacios, Ángel Di María 71., Ángel Correa, Sergio Agüero 90+4'., Joaquín Correa, Papu Gómez Cheftrainer: Lionel Scaloni | Hernán Galíndez – Ángelo Preciado 83., Robert Arboleda, Piero Hincapié, Pervis Estupiñán – Ángel Mena, Alan Franco 70., Carlos Gruezo 46., Sebas Méndez, Diego Palacios 46. – Enner Valencia Reserve Pedro Ortíz, Alexander Domínguez, Mario Pineida, José Hurtado, Félix Torres, Xavier Arreaga, Christian Noboa, Moisés Caicedo 70., Gonzalo Plata 46., Leonardo Campana 83., Michael Estrada 46., Fidel Martínez Cheftrainer: Gustavo Alfaro | Ecuador | Aufstellung Argentinien gegen Ecuador |
| Argentinien                                         | 1:0 De Paul (40.) 2:0 La. Martínez (84.) 3:0 Messi (90.+3') | | Ecuador | Aufstellung Argentinien gegen Ecuador |
| Argentinien                                         | Otamendi (45.+4'), González (66.) | Preciado (20.), Franco (34.), Estupiñán (44.) | Ecuador | Aufstellung Argentinien gegen Ecuador |
| Argentinien                                         | Hincapié (90.+2') | | Ecuador | Aufstellung Argentinien gegen Ecuador |
| Argentinien                                         | Spieler des Spiels: Lionel Messi | | Ecuador | Aufstellung Argentinien gegen Ecuador |
| 3. Juli 2021 in Goiânia (Pedro Ludovico Teixeira)   | | |         |                                       |
| Schiedsrichter: Wilton Pereira Sampaio ( Brasilien) | | |         |                                       |
| Spielbericht                                        | | |         |                                       |

#### Peru – Paraguay 3:3 (2:1), 4:3 i. E.
| Peru                                              | Peru | Paraguay | Paraguay | Aufstellung                     |
| ------------------------------------------------- | --- | --- | -------- | ------------------------------- |
| Peru                                              | \| 2. Juli 2021 in Goiânia (Pedro Ludovico Teixeira) \| \| Schiedsrichter: Esteban Ostojich ( Uruguay) \| \| Spielbericht \| | \| 2. Juli 2021 in Goiânia (Pedro Ludovico Teixeira) \| \| Schiedsrichter: Esteban Ostojich ( Uruguay) \| \| Spielbericht \| | Paraguay | Aufstellung Peru gegen Paraguay |
| Peru                                              | Pedro Gallese – Aldo Corzo 90+2., Christian Ramos, Anderson Santamaría, Miguel Trauco – Renato Tapia, Yoshimar Yotún 40' – André Carrillo 80', Sergio Peña 60., Christian Cueva – Gianluca Lapadula Reserve Carlos Cáceda, José Carvallo, Miguel Araujo, Luis Abram, Marcos López, Jhilmar Lora 90+2., Martin Távara, Wilder Cartagena, Raziel García, Luis Iberico, Santiago Ormeño 60., Alex Valera Cheftrainer: Ricardo Gareca | Antony Silva – Alberto Espínola, Gustavo Gómez , Júnior Alonso, David Martínez – Richard Sánchez 83., Mathías Villasanti 79., Ángel Lucena 46., Santiago Arzamendia 83. – Ángel Romero, Carlos González 68. Reserve Gerardo Ortiz, Alfredo Aguilar, Omar Alderete, Robert Rojas 45., Robert Piris Da Motta 79., Andrés Cubas, Óscar Romero, Braian Ojeda, Braian Samudio 68., Kaku, Julio Enciso 873., Gabriel Ávalos 83. Cheftrainer: Eduardo Berizzo | Paraguay | Aufstellung Peru gegen Paraguay |
| Peru                                              | 1:1 Gómez (21., Eigentor) 2:1 Lapadula (40.) 3:2 Yotún (80.) | 0:1 Gómez (11.) 2:2 Alonso (54.) 3:3 Ávalos (90.) | Paraguay | Aufstellung Peru gegen Paraguay |
| Peru                                              | Elfmeterschießen | | Paraguay | Aufstellung Peru gegen Paraguay |
| Peru                                              | 1:0 Lapadula 2:1 Yotún Ormeño 3:2 Tapia Cueva 4:3 Trauco | 1:1 Romero 2:2 Alonso Martínez Samudio 3:3 Piris Da Motta Espínola | Paraguay | Aufstellung Peru gegen Paraguay |
| Peru                                              | Santamaría (15.), Cueva (60.), Carrillo (75.) | Gómez (42.), Villasanti (49.), Espínola (87.) | Paraguay | Aufstellung Peru gegen Paraguay |
| Peru                                              | Carrillo (85.) | Gómez (45.+3') | Paraguay | Aufstellung Peru gegen Paraguay |
| Peru                                              | Spieler des Spiels: Gianluca Lapadula | | Paraguay | Aufstellung Peru gegen Paraguay |
| 2. Juli 2021 in Goiânia (Pedro Ludovico Teixeira) | | |          |                                 |
| Schiedsrichter: Esteban Ostojich ( Uruguay)       | | |          |                                 |
| Spielbericht                                      | | |          |                                 |

#### Brasilien – Chile 1:0 (0:0)
| Brasilien                                       | Brasilien | Chile | Chile | Aufstellung                       |
| ----------------------------------------------- | --- | --- | ----- | --------------------------------- |
| Brasilien                                       | \| 2. Juli 2021 in Rio de Janeiro (Nilton Santos) \| \| Schiedsrichter: Patricio Loustau ( Argentinien) \| \| Spielbericht \| | \| 2. Juli 2021 in Rio de Janeiro (Nilton Santos) \| \| Schiedsrichter: Patricio Loustau ( Argentinien) \| \| Spielbericht \| | Chile | Aufstellung Brasilien gegen Chile |
| Brasilien                                       | Ederson – Danilo, Marquinhos , Thiago Silva, Renan Lodi 90+1. – Casemiro, Fred – Gabriel Jesus, Roberto Firmino 46., Richarlison 90+1. – Neymar Reserve Wéverton, Alisson, Emerson Royal, Éder Militão 90+1., Léo Ortiz, Fabinho, Douglas Luiz, Éverton Ribeiro, Lucas Paquetá 45., Gabriel Barbosa, Vinícius Júnior, Everton 90+1. Cheftrainer: Tite | Claudio Bravo – Mauricio Isla, Francisco Sierralta, Gary Medel 68., Sebastián Vegas, Eugenio Mena – Arturo Vidal, Erick Pulgar 76., Charles Aránguiz 88. – Eduardo Vargas, Alexis Sánchez 46. Reserve Gabriel Arias, Gabriel Castellón, Enzo Roco, Pablo Galdames, Claudio Baeza, Tomás Alarcón, César Pinares, Marcelino Núñez, Carlos Palacios 64., Ben Brereton 45., Diego Valencia 88., Jean Meneses 76. Cheftrainer: Martín Lasarte | Chile | Aufstellung Brasilien gegen Chile |
| Brasilien                                       | 1:0 Paquetá (46.) | | Chile | Aufstellung Brasilien gegen Chile |
| Brasilien                                       | Ederson (81.) | Sierralta (58.),Palacios (76.), Vidal (88.) | Chile | Aufstellung Brasilien gegen Chile |
| Brasilien                                       | Jesus (48.) | | Chile | Aufstellung Brasilien gegen Chile |
| Brasilien                                       | Spieler des Spiels: Neymar | | Chile | Aufstellung Brasilien gegen Chile |
| 2. Juli 2021 in Rio de Janeiro (Nilton Santos)  | | |       |                                   |
| Schiedsrichter: Patricio Loustau ( Argentinien) | | |       |                                   |
| Spielbericht                                    | | |       |                                   |

### Halbfinale

#### Brasilien – Peru 1:0 (1:0)
| Brasilien                                      | Brasilien | Peru | Peru | Aufstellung                      |
| ---------------------------------------------- | --- | --- | ---- | -------------------------------- |
| Brasilien                                      | \| 5. Juli 2021 in Rio de Janeiro (Nilton Santos) \| \| Schiedsrichter: Roberto Tobar ( Chile) \| \| Spielbericht \| | \| 5. Juli 2021 in Rio de Janeiro (Nilton Santos) \| \| Schiedsrichter: Roberto Tobar ( Chile) \| \| Spielbericht \| | Peru | Aufstellung Brasilien gegen Peru |
| Brasilien                                      | Ederson – Danilo, Marquinhos, Thiago Silva , Renan Lodi 85. – Casemiro, Fred 85. – Everton 70., Lucas Paquetá 90+2., Neymar 34' – Richarlison 85. Reserve Wéverton, Alisson, Emerson Royal, Éder Militão 85., Léo Ortiz, Alex Sandro, Fabinho 85., Douglas Luiz 90+2., Éverton Ribeiro 70., Roberto Firmino, Gabriel Barbosa, Vinícius Júnior 84. Cheftrainer: Tite | Pedro Gallese – Aldo Corzo 75., Anderson Santamaría, Christian Ramos 64., Alexander Callens, Miguel Trauco 46. – Sergio Peña, Renato Tapia 89., Yoshimar Yotún, Christian Cueva – Gianluca Lapadula Reserve Carlos Cáceda, José Carvallo, Luis Abram, Miguel Araujo, Marcos López 46., Jhilmar Lora 75., Wilder Cartagena, Martin Távara 89., Raziel García 46., Luis Iberico, Santiago Ormeño, Alex Valera Cheftrainer: Ricardo Gareca | Peru | Aufstellung Brasilien gegen Peru |
| Brasilien                                      | 1:0 Paquetá (35.) | | Peru | Aufstellung Brasilien gegen Peru |
| Brasilien                                      | Vinícius Júnior (88.) | Yotún (56.), López (90.) | Peru | Aufstellung Brasilien gegen Peru |
| Brasilien                                      | Spieler des Spiels: Neymar | | Peru | Aufstellung Brasilien gegen Peru |
| 5. Juli 2021 in Rio de Janeiro (Nilton Santos) | | |      |                                  |
| Schiedsrichter: Roberto Tobar ( Chile)         | | |      |                                  |
| Spielbericht                                   | | |      |                                  |

#### Argentinien – Kolumbien 1:1 (1:0), 3:2 i. E.
| Argentinien                                   | Argentinien | Kolumbien | Kolumbien | Aufstellung                             |
| --------------------------------------------- | --- | --- | --------- | --------------------------------------- |
| Argentinien                                   | \| 6. Juli 2021 in Brasília (Mané Garrincha) \| \| Schiedsrichter: Jesús Valenzuela ( Venezuela) \| \| Spielbericht \| | \| 6. Juli 2021 in Brasília (Mané Garrincha) \| \| Schiedsrichter: Jesús Valenzuela ( Venezuela) \| \| Spielbericht \| | Kolumbien | Aufstellung Argentinien gegen Kolumbien |
| Argentinien                                   | Emiliano Martínez – Nahuel Molina 46., Germán Pezzella, Nicolás Otamendi, Nicolás Tagliafico – Rodrigo de Paul, Guido Rodríguez, Giovani Lo Celso 56. – Lionel Messi 7', Lautaro Martínez, Nicolás González 67. Reserve Franco Armani, Gonzalo Montiel 46., Leandro Paredes 56., Ángel Di María 67., Lisandro Martínez, Papu Gómez, Lucas Martínez, Juan Musso, Marcos Acuña, Ángel Correa, Exequiel Palacios, Sergio Agüero Cheftrainer: Lionel Scaloni | David Ospina – Daniel Muñoz 75. Yerry Mina, Davinson Sánchez, William Tesillo 46. – Rafael Borré 46., Wilmar Barrios, Gustavo Cuéllar, Luis Díaz – Juan Cuadrado, Duván Zapata 60. Reserve Camilo Vargas, Aldair Quintana, Edwin Cardona 46. 61', Yimmi Chará 46., Frank Fabra 46., Miguel Borja 60., Sebastián Pérez, Óscar Murillo, Camilo Vargas, Carlos Cuesta, Baldomero Perlaza, Luis Muriel, Stefan Medina Cheftrainer: Reinaldo Rueda | Kolumbien | Aufstellung Argentinien gegen Kolumbien |
| Argentinien                                   | 1:0 La. Martínez (7.) | 1:1 Díaz (61.) | Kolumbien | Aufstellung Argentinien gegen Kolumbien |
| Argentinien                                   | Elfmeterschießen | | Kolumbien | Aufstellung Argentinien gegen Kolumbien |
| Argentinien                                   | 1:1 Messi de Paul 2:1 Paredes 3:2 La. Martínez | 0:1 Cuadrado Sánchez Mina 2:2 Borja Cardona | Kolumbien | Aufstellung Argentinien gegen Kolumbien |
| Argentinien                                   | Lo Celso (21.), Montiel (72.), Rodríguez (87.), Pezzella (90.+1') | Cuadrado (45.+4'), Fabra (55.), Borja (63.), Muñoz (75.), Cardona (86.), Barrios (88.) | Kolumbien | Aufstellung Argentinien gegen Kolumbien |
| Argentinien                                   | Spieler des Spiels: Emiliano Martínez | | Kolumbien | Aufstellung Argentinien gegen Kolumbien |
| 6. Juli 2021 in Brasília (Mané Garrincha)     | | |           |                                         |
| Schiedsrichter: Jesús Valenzuela ( Venezuela) | | |           |                                         |
| Spielbericht                                  | | |           |                                         |

### Spiel um Platz 3

#### Kolumbien – Peru 3:2 (1:0)
| Kolumbien                                  | Kolumbien | Peru | Peru | Aufstellung                      |
| ------------------------------------------ | --- | --- | ---- | -------------------------------- |
| Kolumbien                                  | \| 9. Juli 2021 in Brasília (Mané Garrincha) \| \| Schiedsrichter: Raphael Claus ( Brasilien) \| \| Spielbericht \| | \| 9. Juli 2021 in Brasília (Mané Garrincha) \| \| Schiedsrichter: Raphael Claus ( Brasilien) \| \| Spielbericht \| | Peru | Aufstellung Kolumbien gegen Peru |
| Kolumbien                                  | Camilo Vargas 66' – Stefan Medina, Yerry Mina 55., Óscar Murillo, William Tesillo – Juan Cuadrado , Wilmar Barrios 90+3., Gustavo Cuéllar 83., Luis Díaz – Edwin Cardona 46., Duván Zapata 55. Reserve David Ospina, Aldair Quintana, Carlos Cuesta, Daniel Muñoz, Jhon Lucumí, Davinson Sánchez 55., Yairo Moreno, Frank Fabra, Sebastián Pérez, Mateus Uribe, Yimmi Chará 46., Alfredo Morelos, Luis Muriel 90+3. 90+4', Rafael Borré 83., Miguel Borja 55., Jaminton Campaz Cheftrainer: Reinaldo Rueda | Pedro Gallese – Aldo Corzo 78., Anderson Santamaría, Alexander Callens, Marcos López – Renato Tapia 24., Yoshimar Yotún – André Carrillo, Sergio Peña 78., Christian Cueva 69. – Gianluca Lapadula Reserve Carlos Cáceda, José Carvallo, Luis Abram, Miguel Araujo, Miguel Trauco, Christian Ramos, Jhilmar Lora 78., Renzo Garcés, Wilder Cartagena 24., Martin Távara, Alexis Arias, Raziel García 70. 82', Santiago Ormeño 78., Luis Iberico, Alex Valera Cheftrainer: Ricardo Gareca ( Argentinien) | Peru | Aufstellung Kolumbien gegen Peru |
| Kolumbien                                  | 1:1 Cuadrado (49.) 2:1 Díaz (66.) 3:2 Díaz (90.+4') | 0:1 Yotún (45.) 2:2 Lapadula (82.) | Peru | Aufstellung Kolumbien gegen Peru |
| Kolumbien                                  | Cardona (45.+5'), Barrios (62.), Murillo (87.) | Cueva (50.), Carrillo (63.) | Peru | Aufstellung Kolumbien gegen Peru |
| Kolumbien                                  | Spieler des Spiels: Luis Díaz | | Peru | Aufstellung Kolumbien gegen Peru |
| 9. Juli 2021 in Brasília (Mané Garrincha)  | | |      |                                  |
| Schiedsrichter: Raphael Claus ( Brasilien) | | |      |                                  |
| Spielbericht                               | | |      |                                  |

### Finale

#### Argentinien – Brasilien 1:0 (1:0)
| Argentinien                                 | Argentinien | Brasilien | Brasilien | Aufstellung                             |
| ------------------------------------------- | --- | --- | --------- | --------------------------------------- |
| Argentinien                                 | \| 10. Juli 2021 in Rio de Janeiro (Maracanã) \| \| Schiedsrichter: Esteban Ostojich ( Uruguay) \| \| Spielbericht \| | \| 10. Juli 2021 in Rio de Janeiro (Maracanã) \| \| Schiedsrichter: Esteban Ostojich ( Uruguay) \| \| Spielbericht \| | Brasilien | Aufstellung Argentinien gegen Brasilien |
| Argentinien                                 | Emiliano Martínez – Gonzalo Montiel, Cristian Romero 79., Nicolás Otamendi, Marcos Acuña – Giovani Lo Celso 63., Rodrigo de Paul 22', Leandro Paredes 54. – Ángel Di María 79., Lionel Messi , Lautaro Martínez 79. Reserve Franco Armani, Agustín Marchesín, Nahuel Molina, Germán Pezzella 79., Lisandro Martínez, Nicolás Tagliafico 63., Guido Rodríguez 54., Exequiel Palacios 79., Ángel Correa, Sergio Agüero, Nicolás González 79., Papu Gómez Cheftrainer: Lionel Scaloni | Ederson – Danilo, Marquinhos, Thiago Silva , Renan Lodi 76. – Casemiro, Fred 46. – Everton 63., Lucas Paquetá 90+2., Richarlison – Neymar Reserve Wéverton, Alisson, Emerson Royal 76., Éder Militão, Léo Ortiz, Alex Sandro, Fabinho, Douglas Luiz, Éverton Ribeiro, Roberto Firmino 46., Gabriel Barbosa 76., Vinícius Júnior 63. Cheftrainer: Tite | Brasilien | Aufstellung Argentinien gegen Brasilien |
| Argentinien                                 | 1:0 Di María (22.) | | Brasilien | Aufstellung Argentinien gegen Brasilien |
| Argentinien                                 | Paredes (33.), Lo Celso (51.), de Paul (68.), Otamendi (81.), Montiel (89.) | Fred (3.), Lodi (70.), Paquetá (72.), Marquinhos (82.) | Brasilien | Aufstellung Argentinien gegen Brasilien |
| Argentinien                                 | Spieler des Spiels: Ángel Di María | | Brasilien | Aufstellung Argentinien gegen Brasilien |
| 10. Juli 2021 in Rio de Janeiro (Maracanã)  | | |           |                                         |
| Schiedsrichter: Esteban Ostojich ( Uruguay) | | |           |                                         |
| Spielbericht                                | | |           |                                         |